# Rejon czaśnicki
Rejon czaśnicki (biał. Ча́шніцкі раё́н, Czasznicki rajon, ros. Ча́шникский райо́н, Czasznikskij rajon) – rejon w północnej Białorusi, w obwodzie witebskim. W 2009 roku liczył 36 tys. mieszkańców. Leży na terenie dawnego powiatu lepelskiego. Utworzony 17 sierpnia 1924.

## Geografia
Rejon czaśnicki ma powierzchnię 1481,12 km². Lasy zajmują powierzchnię 455,24 km², bagna 47,96 km², obiekty wodne 82,10 km².

## Demografia
Ludność miast 23,6 tys., wsi 12,4 tys.
Liczba ludności:
- 2001: 41 200
- 2005: 38 400
- 2006: 37 900
- 2008: 36 300
- 2009: 36 000